# Séré de Rivières-systemet
Séré de Rivières-systemet är ett franskt befästningssystem uppkallat efter general Raymond Adolphe Séré de Rivières. Systemet började byggas 1874 i en strävan att förhindra ett upprepande av landförlusterna under fransk-tyska kriget. Systemet byggdes som en serie av befästa städer (places fortifiés) med enstaka fristående fort i intervallerna mellan, längs Frankrikes landgränser och kust. Systemet blev så gott som omedelbart föråldrat tack vare artilleriteknisk utveckling; det som i översättning kom att kallas "torpedgranatkrisen" i Frankrike.. Precis som HMS Hildur i försök besköt Vaxholms fästning 1872 i Sverige, provsköt man mot ett fort, Malmaison, som omedelbart förstördes. Man inledde ett förbättringsprogram som bland annat bestod i att förstärka de av tegel och huggen kalksten murade byggnaderna med olika sorters betong.  Detta till trots var systemet i stora delar föråldrat vid början av det första världskriget, där i augusti 1914 befästningarna runt Maubeuge efter en kort belägring sköts i smulor och garnisonen tvingades kapitulera.